# Nationale Untersuchung zur Bildung, Betreuung und Erziehung in der frühen Kindheit
Die Nationale Untersuchung zur Bildung, Betreuung und Erziehung in der frühen Kindheit (kurz: NUBBEK) war eine bundesweit durchgeführte Studie, die eine systematische Analyse von Bildung, Betreuung und Erziehung von Kindern in Kindergärten, Kinderkrippen, altersgemischten Gruppen, Tagespflegeeinrichtungen und Familien vornahm. Die unabhängige Untersuchung wurde gefördert vom Bundesministerium für Familie, Senioren, Frauen und Jugend, den Bundesländern Bayern, Brandenburg, Niedersachsen und Nordrhein-Westfalen sowie von der Jacobs Foundation und der Robert Bosch Stiftung. Kooperationspartner der Studie waren zudem u. a. die PädQUIS gGmbH, das Deutsche Jugendinstitut und das Sozio-oekonomische Panel.

## Durchführung und Anliegen
In acht Bundesländern wurden über zwei Jahre hinweg Kinder im Alter von zwei und vier Jahren sowie deren Familien und Betreuungseinrichtungen untersucht. Im Rahmen der Studie wurden circa 2000 Kinder und fast 600 Betreuungseinrichtungen untersucht. Im Kern der Untersuchung standen dabei mehrstündige Beobachtungen der Kinder sowie Tests, die den Bildungs- und Entwicklungsstand der Kinder festhielten. Zudem wurden Interviews mit Eltern und Pflegepersonal durchgeführt.
Anliegen der Untersuchung war es, die Betreuungsgeschichte und aktuelle Betreuungssituation der Kinder in Erfahrung zu bringen, die pädagogische Qualität der Betreuung in den Pflegeeinrichtungen sowie der Familie zu messen und Zusammenhänge zwischen Art und Qualität der Betreuung mit dem Bildungs- und Entwicklungsstand der Kinder herauszufinden. Ein Schwerpunkt der Untersuchung lag dabei auf dem Vergleich von Kindern aus Migrantenfamilien und aus Familien ohne Migrationshintergrund. Dabei wurde der Fokus insbesondere auf Kinder mit russischem und türkischem Migrationshintergrund gelegt. Die NUBBEK-Studie war die erste und bislang einzige Studie in Deutschland, die die pädagogische Qualität der Früherziehung im deutschen Bildungssystem auf breiter Basis untersucht hat.

## Ergebnisse
Der Abschlussbericht des Projekts erschien im Jahr 2013. Die Untersuchung ergab, dass die Prozessqualität in den untersuchten Einrichtungen im Durchschnitt als mittelmäßig zu klassifizieren ist. Die beteiligten Forscher forderten daher eine Debatte über das Mindestniveau von Kinderbetreuung und die Einführung eines allgemeinen Qualitätsmonitorings. Es stellte sich zudem heraus, dass Kinder aus Migrantenfamilien im Vergleich später als andere Kinder außerhalb der Familie betreut werden und eine besonders hohe Betreuungsqualität vor allem in Hinsicht auf den Spracherwerb nötig haben.
Allgemein halten die Autoren der Studie fest, dass Bildungs- und Entwicklungsstand der Kinder stärker mit den Lebensbedingungen in den Familien in Zusammenhang stehen als mit der pädagogischen Qualität der außerfamiliären Betreuung.

## Mitglieder des Studienbeirats
- Susanne Viernickel (Vorsitz)
- Lieselotte Ahnert
- Felix Barckhausen
- Andrea Binder
- Doris Edelmann
- Detlef Diskowski
- Hans Eirich
- Ulrich Fegeler
- Silvia Gartinger
- Norbert Hocke
- Elke Jäger-Roman
- Frank Jansen
- Ursula Krickl
- Jörg Maywald
- Phillipp-Laurenz Rogge
- Hans-Günther Roßbach
- Simon Sommer
- Simone Stelzmüller